# عملیات قادر
عملیات قادر عملیات تهاجمی گسترده نیروهای مسلح ایران، در خلال جنگ ایران و عراق بود، که در ۳ مرحله و به‌مدت ۲ ماه، از ۲۴ تیر تا ۱۸ شهریور ۱۳۶۴ در استان اربیل، عراق انجام شد. این عملیات به‌طور مشترک توسط نیروی زمینی ارتش و سپاه پاسداران، همچنین با پشتیبانی نیروی هوایی ارتش و هوانیروز، بر ضد نیروهای ارتش عراق، طراحی و اجرا گردید.

## پیشینه
در عملیات بدر که در اسفندماه ۱۳۶۳ در منطقه هورالهویزه، به مورد اجرا گذاشته شد، نیروهای ایرانی طی یک نبرد سنگین، موفق شدند از عرض رودخانه دجله عبور کنند و در کنار جاده بغداد به بصره مستقر شوند، ولی در نتیجه به‌کارگیری سلاح شیمیایی توسط ارتش عراق، این عملیات به نتایج مورد نظر فرماندهان ایرانی نرسید. به دنبال این وضعیت جدید و به منظور حفظ موقعیت آفندی، برنامه‌ریزی برای اجرای عملیات قادر در شمالِ‌غربی ایران، در دستور کار نیروهای مسلح ایران قرار گرفت و در پی آن اقدامات لجستیکی و تدارکاتی آغاز گردید.

## اهداف
عملیات بدر آخرین عملیات مشترک سپاه و ارتش در طول جنگ ایران و عراق بود و از عملیات قادر تا انتهای جنگ، این دو سازمان نظامی، هر یک به‌طور مستقیم، طرح‌ریزی و اجرای عملیات می‌کردند. اولین عملیات مستقل ارتش، پس از انجام عملیات بدر، عملیات قادر بود، که با فرماندهی علی صیاد شیرازی در جایگاه فرمانده نیروی زمینی ارتش و به‌صورت مشترک توسط یگان‌های ارتش و سپاه، در منطقه اشنویه، استان اربیل و نیز منطقه سیدکان، طرح‌ریزی شده بود و با اهدافی چون؛ تصرف ارتفاعات منطقه، قطع خطوط ارتباطی و تدارکاتی نیروهای نظامی و شبه‌نظامی مخالف با نظام جمهوری اسلامی در داخل، انهدام نیروهای عراقی، تصرف بخشی از خاک عراق، نزدیک شدن به راه‌های اصلی و خطوط مواصلاتی ارتش عراق، طراحی گردید.
عملیات قادر در سال پنجم از جنگ ایران و عراق و در شمال کردستان عراق، به مورد اجرا گذاشته شد. این عملیات ۲ ماهه، طی ۳ مرحله و با نام‌های؛ قادر ۱، ۲ و ۳ اجرا شد و هدف از انجام آن، تسلط بر شهر سیدکان، استان اربیل و نیز تصرف بلندی‌های این منطقه بود.

## طراحی و اجرا
طرح‌ریزی و اجرای عملیات قادر در ۳ مرحله جداگانه انجام گرفت. در مرحله اول عملیات، در تاریخ ۲۳ تیرماه ۱۳۶۴ با هدایت و کنترل قرارگاه حمزه، به‌صورت مشترک توسط ارتش و سپاه پاسداران، با فرماندهی علی صیاد شیرازی؛ فرمانده وقت نیروی زمینی ارتش، در منطقه سیدکان، واقع در ۳۵ کیلومتری عمق خاک عراق، آغاز شد و پس از دستیابی به اهداف محدود، در تاریخ ۸ مردادماه ۱۳۶۴ به پایان رسید.
مرحله دوم عملیات قادر پس از آمادگی لازم و اعزام نیروهای تقویتی و تکمیل عملیات شناسایی و با استفاده از تجربیات به‌دست آمده از اجرای مرحله اول، در تاریخ ۱۸ شهریور ۱۳۶۴ در سطحی وسیع‌تر از مرحله نخست به مورد اجرا گذاشته شد. قرارگاه حمزه مستقر در شمال‌غربی کشور، در برنامه‌ریزی مرحله دوم، ترکیب یگان‌های عمل‌کننده ارتش و سپاه پاسداران را در قالب ۶ قرارگاه فرعی، به نام‌های «حمزه ۱» تا «حمزه ۶» و نیز با پشتیبانی هوانیروز و نیروی هوایی ارتش تقسیم‌بندی کرد. در این مرحله از عملیات با توجه به اینکه در منطقه کوهستانی صعب‌العبور انجام شد، یگان‌های هوانیروز در طول ۴ روز حمله، نقش اساسی را در پشتیبانی از نیروهای عمل‌کننده ایرانی برعهده داشتند، به گونه‌ای که در عملیات قادر ۲، تکِ قرارگاه فرعی حمزه ۴ به‌طور کامل از طریق هوابرد انجام گرفت.

## خلاصه نبرد
نیروهای ایرانی در ساعت ۲ بامداد تاریخ ۲۴ تیرماه ۱۳۶۴ خطوط پدافندی ارتش عراق را شکافته و از غرب شهر اشنویه، در خاک ایران، به سوی بلندی‌های منطقه کلاشین، واقع در استان اربیل عراق، پیشروی کردند. در هر یک از مراحل این عملیات هدف‌هایی تأمین شد، اما عواملی همچون پاتک‌های سنگین نیروهای عراقی، سبب گردید تا سرانجام این عملیات در تاریخ ۱۸ شهریور ۱۳۶۴ با عدم موفقیت کامل روبرو گردد و تنها به انهدام بخشی از نیروها و ماشین جنگی عراق اکتفا شود. سرهنگ حسن آبشناسان؛ فرمانده تیپ ۲۳ نوهد از نیروی زمینی ارتش، در خلال این عملیات کشته شد. در نتیجه این عملیات، ارتفاعات موجود در مناطق؛ حصار دوست، بربزین، کارگزین، لولان، گردشوان و باشکین، تا عمق ۳۵ کیلومتری از خاک عراق و مناطق وسیعی از سیدکان و دیانا، به تصرف نیروهای ایرانی درآمد.

## نتایج عملیات
در نتیجه انجام عملیات قادر، در حدود ۲ هزار نفر از نیروهای عراقی کشته و ۳ هزار نفر نیز مجروح شدند و ۳۰ نفر نیز به اسارت نیروهای ایرانی درآمدند. در خلال این عملیات ۶ فروند هواپیمای جنگنده نیروی هوایی عراق و ۳ فروند هلیکوپتر ارتش عراق توسط نیروهای ایرانی سرنگون شدند و در خلال ۳ مرحله از عملیات قادر در مجموع شمار ۲۲ دستگاه تانک، ۲۷۴ دستگاه خودروی سبک و سنگین و ۲۵ عراده توپ نیز توسط نیروهای ایرانی منهدم گردید. نتیجه این عملیاتِ پیوسته، برای نیروهای ایرانی؛ آزادسازی بلندی‌های سرسپندار، کلازرده و بربرزین‌دوست، آسیب ۳ گردان پیاده کماندویی از سپاه پنجم ارتش عراق، همچنین کشته و زخمی شدن ۱٫۰۲۰ نفر از نیروهای عراقی بود.